# Džibuni
Džibuni (případně džibu-ni, japonsky じぶ煮, což znamená vařený) je japonský guláš z obaleného kachního, nebo kuřecího masa. Toto jídlo je součástí regionální kuchyně Kanazawy v prefektuře Išikawa a často se servíruje jako součást kaiseki, vícechodové večeře.

## Ingredience
Džibuni se připravoval tradičně z kachního masa, ale to bylo postupně nahrazeno levnějším kuřecím. 
Maso se obaluje v mouce, chlebové strouhance a dusí se ve vývaru s houbami šiitake, bambusovými výhonky a kořenovou petrželí. Pro dochucení se používá cukr, sůl, saké, sojová omáčka a někdy wasabi. 
Hotový pokrm se zdobí strouhaným křenem.

## Původ
Není zcela jasné, odkud tento pokrm pochází.
Podle jedné verze vznikl spontánně ve vesnicích na poloostrově Noto, kde se toto jídlo připravovalo ze stěhovavých ptáků, kteří sem přilétali na zimu.
Podle jiné teorie ho přivezl křesťanský misionář během období Edo a naučil ho tamního vojenského velitele Ukona Takajamu. Ten ho zavedl na dvoře klanu Kaga a rod právě toto jídlo nechal připravit, když pořádal banket pro 3000 lidí.
Historicky určitě došlo ke změnám v receptu. V kuchařce, kterou sepsal na počátku 18. století šéfkuchař z města Kaga, stojí, že „se nakrájí maso divoké kachny, husy, či labutě na proužky, obalí ječnou moukou a podává v silné polévce s wasabi“. Ve stejné knize se ale také píše o jiném pokrmu: „Kachní maso se vaří v hrnci se sojovou omáčkou, tamari a saké, poté se kousky masa podávají s polévkou a wasabi“.
Během 19. století pravděpodobně tyto recepty splynuly v jedno jídlo, které se nazývalo džubuni, z čeho se foneticky vyvinulo džibuni.